# Цзіань (Цзілінь)
Цзіань (кит. спр. 集安市, піньїнь: Jí'ān Shì) — прикордонне місто-повіт в китайській провінції Цзілінь, складова міста Тунхуа.

## Географія
Цзіань розташовується на висоті 180 метрів над рівнем моря, лежить на річці Ялуцзян.

### Клімат
Місто знаходиться у зоні, котра характеризується вологим континентальним кліматом. Найтепліший місяць — липень із середньою температурою 23.3 °C. Найхолодніший місяць — січень, із середньою температурою -12.1 °С.
| Клімат Цзіаня           | Клімат Цзіаня | Клімат Цзіаня | Клімат Цзіаня | Клімат Цзіаня | Клімат Цзіаня | Клімат Цзіаня | Клімат Цзіаня | Клімат Цзіаня | Клімат Цзіаня | Клімат Цзіаня | Клімат Цзіаня | Клімат Цзіаня | Клімат Цзіаня |
| Показник                | Січ.          | Лют.          | Бер.          | Квіт.         | Трав.         | Черв.         | Лип.          | Серп.         | Вер.          | Жовт.         | Лист.         | Груд.         | Рік           |
| Середній максимум, °C   | −5,2          | 0,1           | 7,2           | 16,9          | 22,9          | 26,9          | 28,7          | 28,6          | 23,5          | 16,1          | 5,5           | −2,7          | 14            |
| Середня температура, °C | −12,1         | −6,8          | 0,8           | 9,5           | 15,6          | 20,4          | 23,3          | 22,8          | 16,5          | 8,8           | −0,2          | −8,5          | 7,5           |
| Середній мінімум, °C    | −17,2         | −12,3         | −4,4          | 2,9           | 9,3           | 14,8          | 19,2          | 18,7          | 11,6          | 3,2           | −4,4          | −12,9         | 2,4           |
| Норма опадів, мм        | 12            | 13.6          | 25.9          | 47.3          | 79.7          | 117.2         | 246.4         | 193.1         | 80.6          | 47.9          | 36.8          | 17.2          | 917.7         |
| Вологість повітря, %    | 71            | 64            | 60            | 57            | 64            | 72            | 81            | 81            | 78            | 71            | 70            | 72            | 70            |
| ----------------------- | ------------- | ------------- | ------------- | ------------- | ------------- | ------------- | ------------- | ------------- | ------------- | ------------- | ------------- | ------------- | ------------- |
| Джерело: data.cma.cn    |               |               |               |               |               |               |               |               |               |               |               |               |               |